# Boby (Mazovie)
Pour les articles homonymes, voir Boby.
Boby (prononciation : [ˈbɔbɨ]) est un village polonais de la gmina de Pułtusk dans le powiat de Pułtusk de la voïvodie de Mazovie dans le centre-est de la Pologne.
Il se situe à environ 10 kilomètres au nord de Pułtusk (siège de la gmina et du powiat) et à 64 kilomètres au nord de Varsovie (capitale de la Pologne).

## Histoire
De 1975 à 1998, le village appartenait administrativement à la voïvodie de Ciechanów.